# Asymbolus vincenti
Espèce
Répartition géographique
Statut de conservation UICN

 LC  : Préoccupation mineure
Le chien tasmanien ou chien de mer de Tasmanie (Asymbolus vincenti) est une espèce de requins de la famille des roussettes, endémique des côtes de l’Australie, qui vit à une profondeur comprise entre 27 et 650 m. Il peut mesurer jusqu’à 61 cm.